# حزب چپ متحد استونی
حزب چپ متحد استونی (استونیایی: Eestimaa Ühendatud Vasakpartei) یک حزب در استونی است که در سال ۲۰۰۸ تأسیس شده و عضو حزب چپ اروپا است.